# Stratos Apostolakis
Efstratios Apostolakis (Agrinio, Grecia, 17 de mayo de 1964) es un exfutbolista griego, se desempeñaba como defensa o mediocampista defensivo. Apodado El Turbo, es uno de los jugadores con más partidos con la selección de fútbol de Grecia. Fue el jugador con más partidos hasta que Theodoros Zagorakis batió su récord.

## Clubes
| Club             | País   | Año       | Partidos | Goles |
| Panetolikos FC   | Grecia | 1981-1985 | 106      | 11    |
| Olympiacos FC    | Grecia | 1985-1990 | 132      | 5     |
| Panathinaikos FC | Grecia | 1990-1998 | 249      | 21    |

- Datos: Q1296639